# 葵生川玲
葵生川 玲（あおいかわ れい、1943年1月26日 - ）は、日本の詩人。本名、横山力男。

## 来歴
北海道滝川市生まれ。東京都北区在住。
月刊の全国詩誌『詩と思想』（土曜美術社出版販売発行）の編集委員、編集長をつとめ、全国の詩人による詩の興隆運動の中心メンバーとなった。また所属団体の日本現代詩人会の理事長、60周年記念事業委員会事務局長や、「詩人会議」の副委員長などを歴任してきた。現在、同人詩誌「飛揚」代表、「視点社」編集長を務めている。ホームページ「葵生川玲氏の詩的な生活」で詩文化の活性化を目指す活動も継続している。

## 書籍
詩集に『歓びの日々』(発行は視点社、以下同。2011年)をはじめ、『ないないづくしの詩』、『冬の棘』、『夕陽屋』、『苦艾異聞』、『はじめての空』（第28回壺井繁治賞受賞作）、『ヤスクニ・ノート』、『草の研究』などの単行詩集、『葵生川玲詩集成』、カセット詩集『葵生川玲詩集』（朗読・松村彦次郎）などの選詩集がある。編著に『現代都市詩集』など、評論集に『詩とインターネット』がある。